# Rockaway Beach (Oregon)
Rockaway Beach – miasto w Stanach Zjednoczonych, w stanie Oregon, w hrabstwie Tillamook.